# Bogoslovije Srpske pravoslavne Crkve
U Srpskoj pravoslavnoj crkvi (SPC) bogoslovija je petogodišnja srednja škola u koju se upisuju svršeni učenici osnovne škole. Nakon završene bogoslovije polaznici (bogoslovi) spremni su za ređenje, prvo za đakone, a onda i svećenike, a mogu i nastaviti školovanje na Teološkom fakultetu u Beogradu ili Foči. 
SPC ima osam bogoslovija: 
- Hrvatska: Manastir Krka
- Kosovo: Prizren
- Srbija: Srijemski Karlovci (Srijem), Beograd, Niš i Kragujevac.
- Crna Gora: Cetinje
- Bosna i Hercegovina: Foča